# Josef Jelínek (entomolog)
Josef Jelínek (ur. 12 sierpnia 1939 w Pradze) – czeski entomolog specjalizujący się w koleopterologii.

## Życiorys
Studiował na Wydziale Nauk Przyrodniczych Uniwersytetu Karola w Pradze, gdzie entomologii uczył go koleopterolog Jan Obenberger. Od wczesnych lat studenckich zbierał chrząszcze. Studia ukończył w 1961 roku dzięki pracy dyplomowej o słodyszkach Czechosłowacji. Doktoryzował się w 1971 roku pracą rewidującą ponadrodzajową systematykę łyszczynkowatych. 
W 1961 roku zatrudniony został jako badacz w dziale entomologii Muzeum Narodowego w Pradze. Dział ten przeniesiony został do pałacu w Kunraticach, gdzie Jelínek pozostawał zatrudniony aż do odejścia na emeryturę w 2005 roku, w tym w latach 1991–2004 jako kierownik.

## Praca naukowa i popularyzatorska
Jelínek specjalizuje się taksonomii i faunistyce chrząszczy z nadrodziny zgniotków, a zwłaszcza z rodziny łyszczynkowatych. Jest autorem ponad 120 oryginalnych publikacji naukowych, w tym opisów licznych nowych dla nauki taksonów. Zasiada lub zasiadał w radach redakcyjnych czasopism naukowych „Acta Entomologica Musei Nationalis Pragae”, „Annales Zoologici”, „European Journal of Entomology”, „Folia Heyrovskyana” i „Časopis Národního muzea”. Jest członkiem honorowym Czech Entomological Society, gdzie pełnił również funkcję prezydenta, oraz członkiem honorowym Erste Vorarlberger Coleopterologischer Verein. Organizował wyprawy badawcze m.in. do Hiszpanii, Włoch, na Bałkany, do Turcji, Azji Środkowej, Iranu, Wietnamu i na Kubę.
Na jego cześć nazwano takie taksony jak rodzaje Jelinekia i Jelinekigethes oraz gatunki Acrotrichis jelineki, Akarbatrus jelineki, Apteroloma jelineki, Anthrenus jelineki, Cyclaxyra jelineki, Deltomerus jelineki, Glischrochilus jelineki, Gynaecoserica jelineki, Leptusa jelineki, Otiorhynchus jelineki, Phradonoma jelineki, Pterydrias jelineki, Stenus jelineki, Stilbocistela jelineki, Xantheremia jelineki.
Josef zajmuje się również popularyzacją nauki, jako wykładowca, autor licznych artykułów popularnonaukowych, w tym w prasie codziennej, oraz uczestnik audycji radiowych.

## Życie prywatne
Jelínek gra muzykę klasyczną na skrzypcach. Interesuje się także jazzem, chansonem oraz muzyką renesansową i barokową.